# レノックス・バークリー
レノックス・バークリー（Lennox Berkeley、1903年5月12日 - 1989年12月26日）は、イギリスの作曲家。

## 経歴
オックスフォード出身。グレシャム校とオックスフォード大学マートンカレッジで教育を受ける。1927年にはパリに留学しナディア・ブーランジェのもとで音楽を学び、フランシス・プーランク、イーゴリ・ストラヴィンスキー、ダリウス・ミヨー、アルチュール・オネゲル、アルベール・ルーセルらと知り合った。彼の音楽にフランス音楽の影響を感じ取ることができるであろう。第二次世界大戦中はBBCで働き、その後芸能権利協会の会長となり、1974年にはナイトに叙爵された。1946年から1968年まで王立音楽アカデミーで教授を務め、リチャード・ロドニー・ベネット、デイヴィッド・ベッドフォード、ジョン・タヴナーらを教えた。グレシャム校の同窓のベンジャミン・ブリテンとは仲がよく、多くの共同作品を作り出した。晩年には十二音技法を採用し、暗く、思索的な作風になった。息子のマイケル・バークリーも作曲家である。

## 作品

### 歌劇
- ネルソン（英語版）（1951年）
- ディナーの約束（1954年）
- ルツ記（1956年）

### 交響曲
- 交響曲第1番（1940年）
- 交響曲第2番（1958年）
- 交響曲第3番（1969年）
- 交響曲第4番（1978年）

### 管弦楽曲
- 弦楽のためのセレナーデ（1939年）
- ディヴェルティメント（1943年）

### 声楽曲
- アヴィラの聖テレサの4つの詩（1947年）
- ミサ・ブレヴィス（1960年）

### 協奏曲
- ギター協奏曲 Op. 88（1974年）

### 室内楽曲
- 弦楽四重奏曲第1番 Op. 6 (1935)
- 弦楽四重奏曲第2番 Op. 15 (1941)
- 弦楽三重奏曲 Op. 19 (1943)
- ヴィオラソナタニ短調 Op. 22 (1945)
- 序奏とアレグロ (1949)
- ホルン三重奏曲（英語版）Op.44（1953年）
- 弦楽四重奏曲第3番 Op. 76 (1970)
- フルートソナタ Op. 97

## 文献
- P. Dickinson, The Music of Lennox Berkeley, MT, 104, 1963. p. 327-330.
- P. Dickinson, 'Lennox Berkeley', Music and Musicians, August 1965. p. 20-23, 64.